# S-200 (ミサイル)

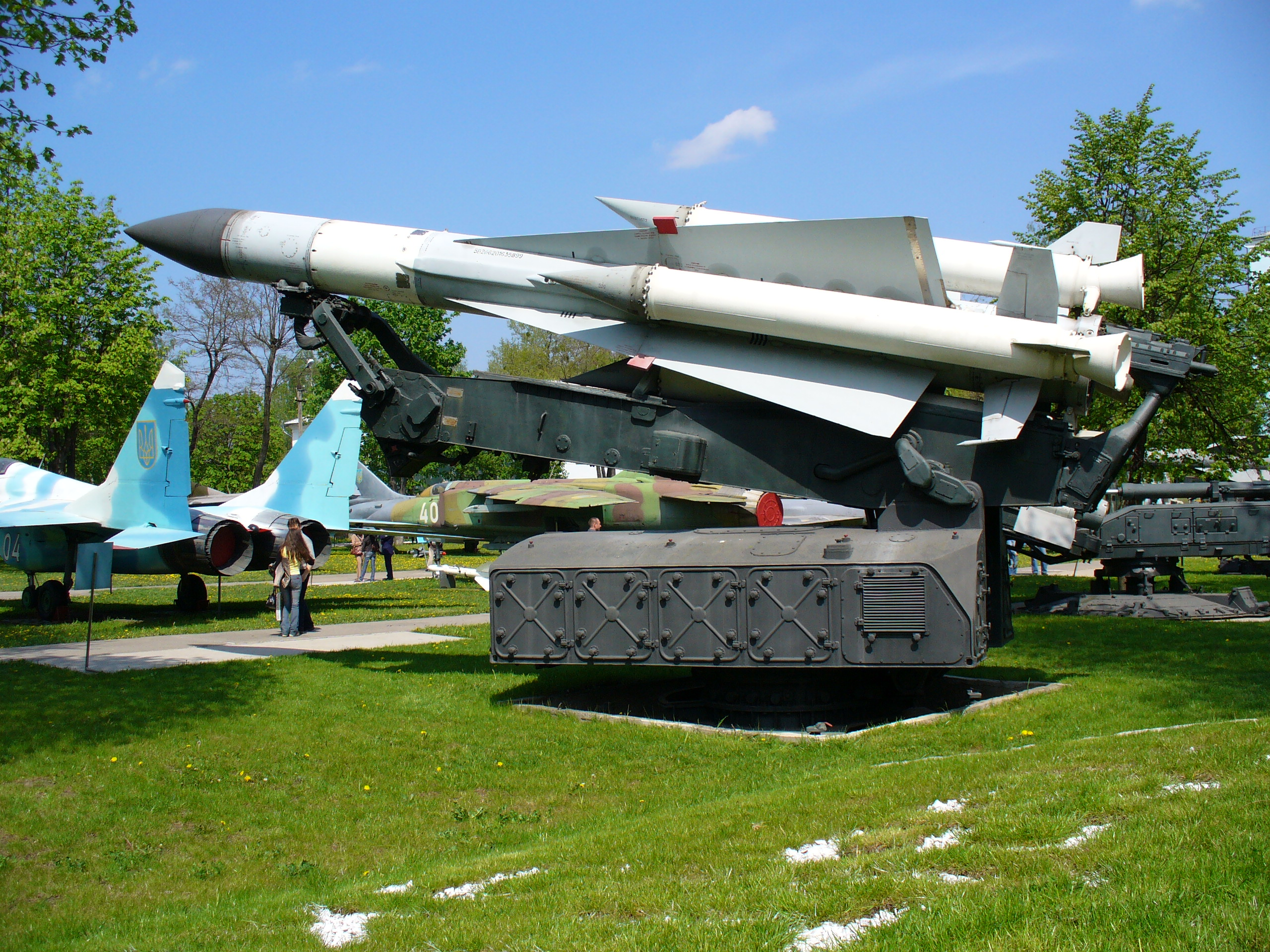
S-200 ベガ

S-200 アンガラ/ベガ/ドゥブナ（ロシア語: С-200 Ангара/Вега/Дубна）、NATOコードネーム「SA-5 ギャモン（Gammon）」（当初は「タリン（Tallinn）」）は、1960年代にソ連の第1設計局が、高高度爆撃機（米軍の核爆弾搭載爆撃機）/その他を標的として、広域防衛用に開発した、長距離/高高度 地対空ミサイル（SAM）システムである。
ソ連では、このシステムは主に大隊レベルで配備され、6基の発射装置と火器管制レーダーを備えていた。
S-200は、他の長距離レーダーシステムとリンクさせることができる。

## 構造
S-200は特定の地域又はターゲットの防衛を主眼とした構成となる、主に爆撃機や偵察機を撃破する為に構築されている。
更に各年でアップグレードや製造変更が行われておりモデル毎で性能が変化する。
S-200サイトは広大な土地での運用をメインに運用しており特に森林や町等といった障害物が少ない地域に設置されている、更にミサイルは専用のレールで輸送され再装填時特定のキャニスターまでミサイルを専用の車両に乗せてレールで運搬される事が多い。
ミサイルは画像の通り二段式となっているが他のSAMと違いメインのミサイルのフィンの間に固体ブースターを計4機搭載している理由としてミサイル本体の重量が多きく発射時重さで落下する可能性があったそこで加速と自重落下を防止する観点でこのブースターが設置されている。
ミサイルの誘導はトラッキングレーダー(TR)による敵に対してレーダー波を照射して跳ね返すSARH誘導を採用しているその為終端誘導まで母機からの誘導が必須となっている、しかし低空対処能力が欠如している事、地上のクラッターを除去できない弱点やモデル毎にECMやチャフと言った防衛手段に対する脆弱性が少なからず存在する、その為本機の運用上中高度高高度を飛ぶ航空機を積極的に狙う戦術が多くそれより以下の高度はSA-2やSA-3、SA-4やSA-6が担当していた。(警告射撃としても使われていた為とても効果的である。)
弾頭はHE弾頭と核弾頭が使われているが核が戦時中や冷戦下で使う事はなかった。
| 正式名称 | 名前     | NATOネーム             | GRAUコード                                  | ミサイル     | エンジン構成                    | 射程        | 誘導方式 | ECM耐性    | 製造年              |
| -------- | -------- | ---------------------- | ------------------------------------------- | ------------ | ------------------------------- | ----------- | -------- | ---------- | ------------------- |
| S-200A   | アンガラ | SA-5 GAMMON (ギャモン) | 5B21 (5V21) (HE弾頭) 5В21П (5V21P) (HE弾頭) | V-860 V-860P | 個体燃料 ＋ 液体燃料 ブースター | 150KM 160KM | SARH     | 弱い       | 1966~1967           |
| S-200V   | ヴェガ   | SA-5 GAMMON (ギャモン) | 5B28 (5V28) (HE弾頭) 5B28H (5V28N) (核弾頭) | V-880        | 個体燃料 ＋ 液体燃料 ブースター | 240KM       | SARH     | まあ弱い   | 1970~1971 1973~不明 |
| S-200VE  | ヴェガE  | SA-5 GAMMON (ギャモン) | 5B28 (5V28) (HE弾頭) 5B28H (5V28N) (核弾頭) | V-880        | 個体燃料 ＋ 液体燃料 ブースター | 240KM       | SARH     | まあ弱い   | 1970~1971 1973~不明 |
| S-200M   | ヴェガM  | SA-5 GAMMON (ギャモン) | 5B28M (5V28M) (HE/核弾頭)                   | V-880M       | 個体燃料 ＋ 液体燃料 ブースター | 255KM       | SARH     | 強い       | 1975~1976           |
| S-200D   | ドゥブナ | SA-5 GAMMON (ギャモン) | 5B288D (5V28D) (HE弾頭)                     | V-880D       | 個体燃料 ＋ 液体燃料 ブースター | 300KM       | SARH     | とても強い | 1980~1982           |

## 運用国

### 現用
- アゼルバイジャン - 2024年時点で、アゼルバイジャン空軍が数量不詳のS-200ベガを保有[1]。
- ブルガリア - 2024年時点で、ブルガリア空軍が12基のS-200を保有[2]。
- カザフスタン - 2023年時点で、カザフスタン防空軍が3基のS-200アンガラを保有[3]。
- トルクメニスタン - 2024年時点で、トルクメニスタン空軍が12基のS-200アンガラを保有[4]。
- 朝鮮民主主義人民共和国  現時点で数は不明、韓国海軍の捜査により飛来し日本海に落下したミサイルがS-200だった。

### 退役
- モルドバ - 2004年時点で、モルドバ空軍がS-200を保有していた[5]。